# 6208 Wakata
6208 Wakata è un asteroide della fascia principale. Scoperto nel 1988, presenta un'orbita caratterizzata da un semiasse maggiore pari a 2,2540269 UA e da un'eccentricità di 0,0952030, inclinata di 0,85698° rispetto all'eclittica.